# الیزابت اسپرینگز
الیزابت اسپرینگز(به انگلیسی: Elizabeth Spriggs) (۱۸ سپتامبر ۱۹۲۹ – ۲ ژوئن ۲۰۰۸) یک بازیگر انگلیسی است که در بوکستون زاده شد.

## جوایز وافتخارات
- کاندیدای بفتای بهترین بازیگر نقش مکمل زن برای فیلم عقل و احساس در سال ۱۹۹۵

## بخشی از فیلمشناسی
از فیلم‌ها یا برنامه‌های تلویزیونی که وی در آن نقش داشته‌است می‌توان به آثار زیر اشاره کرد.
- فاسق لیدی چترلی (فیلم ۱۹۸۱) (۱۹۸۱)
- یک شغل نامناسب برای یک زن (فیلم) (۱۹۸۲)
- عقل و احساس (فیلم) (۱۹۹۵)
- مأمور مخفی (فیلم) (۱۹۹۶)
- جاده بهشت (۱۹۹۷)
- آرایشگر سیبری (۱۹۹۸)
- آلیس در سرزمین عجایب (فیلم ۱۹۹۹) (۱۹۹۹)
- هری پاتر و سنگ جادو در نفش بانوی چاق (۲۰۰۱)